# Dax (motorfiets)
Dax is een Frans historisch merk van motorfietsen.
De bedrijfsnaam was: Société des Motos Dax, Clichy.
Dax kwam in 1932 op de markt met voor die tijd mooie modellen met 100- en 175cc-tweetaktmotoren en 125-, 175-, 250-, 350- en 500cc-kopklepmotoren. Zelfs de lichtste machines hadden kopkleppen, wat voor die tijd zeldzaam was. Bovendien hadden alle modellen al voetschakeling.
Ondanks de start in de crisisjaren en de vrij dure constructies wist het merk tot 1939 te bestaan. Daarna eindigde de productie, mogelijk door het uitbreken van de Tweede Wereldoorlog.

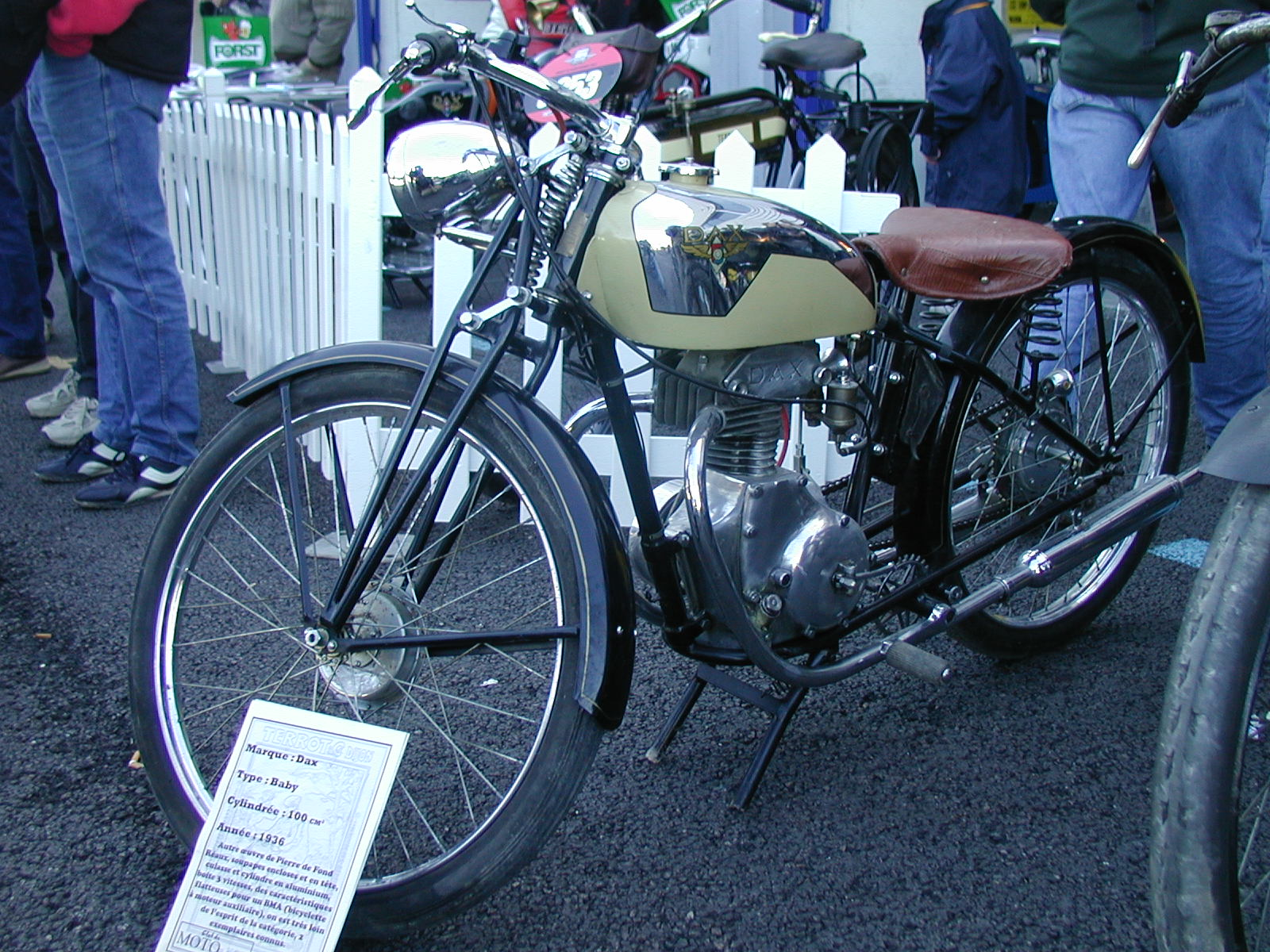
Dax Baby 100 cc uit 1936
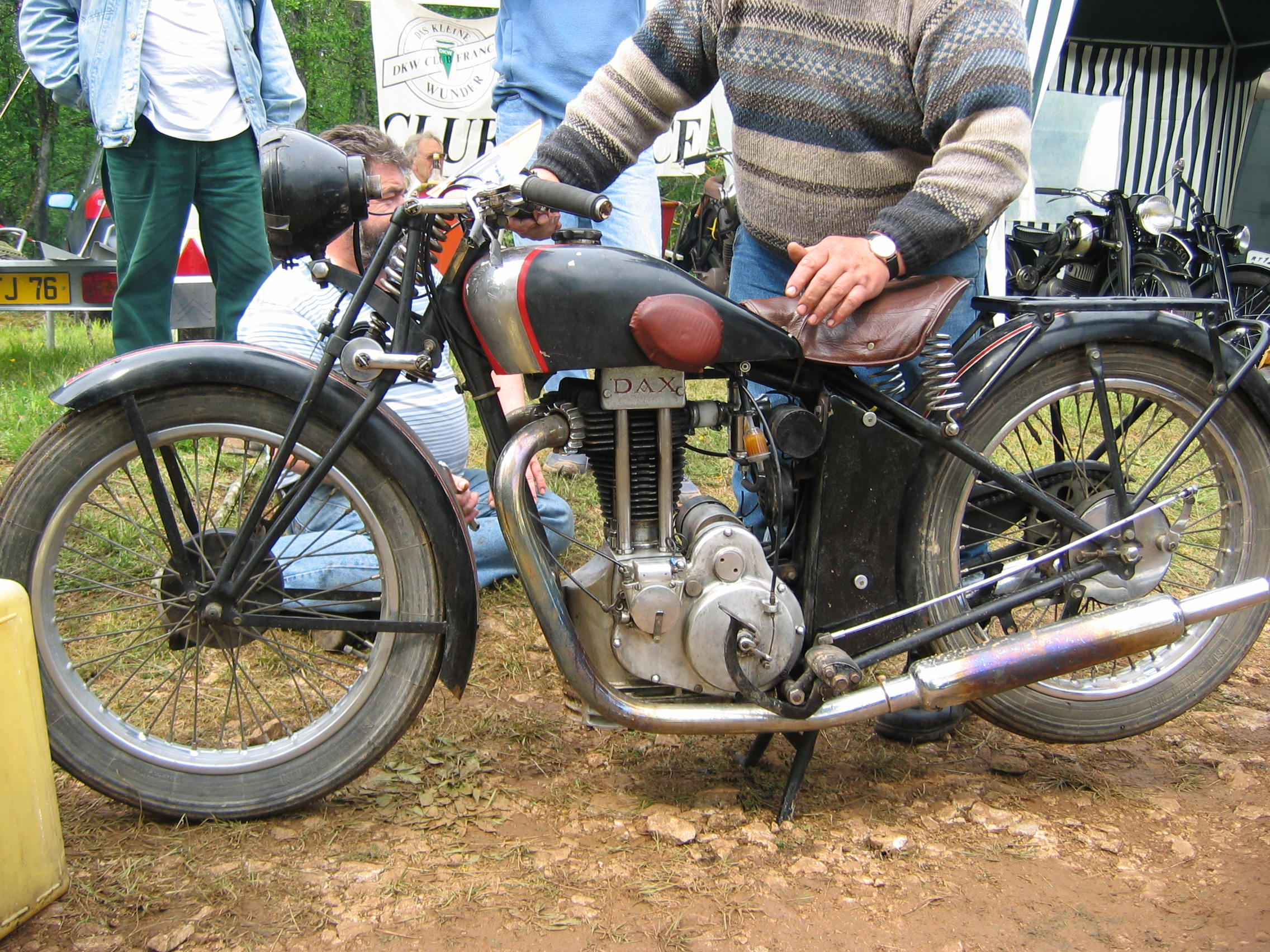
Dax 350
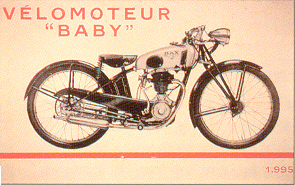
Advertentie uit 1935 voor de Dax D 100 Baby